# Hogan

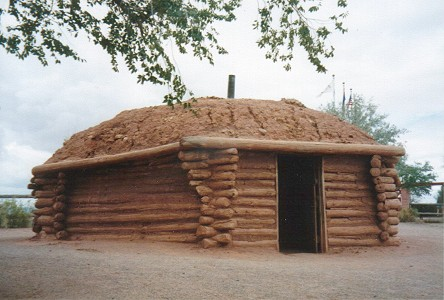
Moderner Hogan

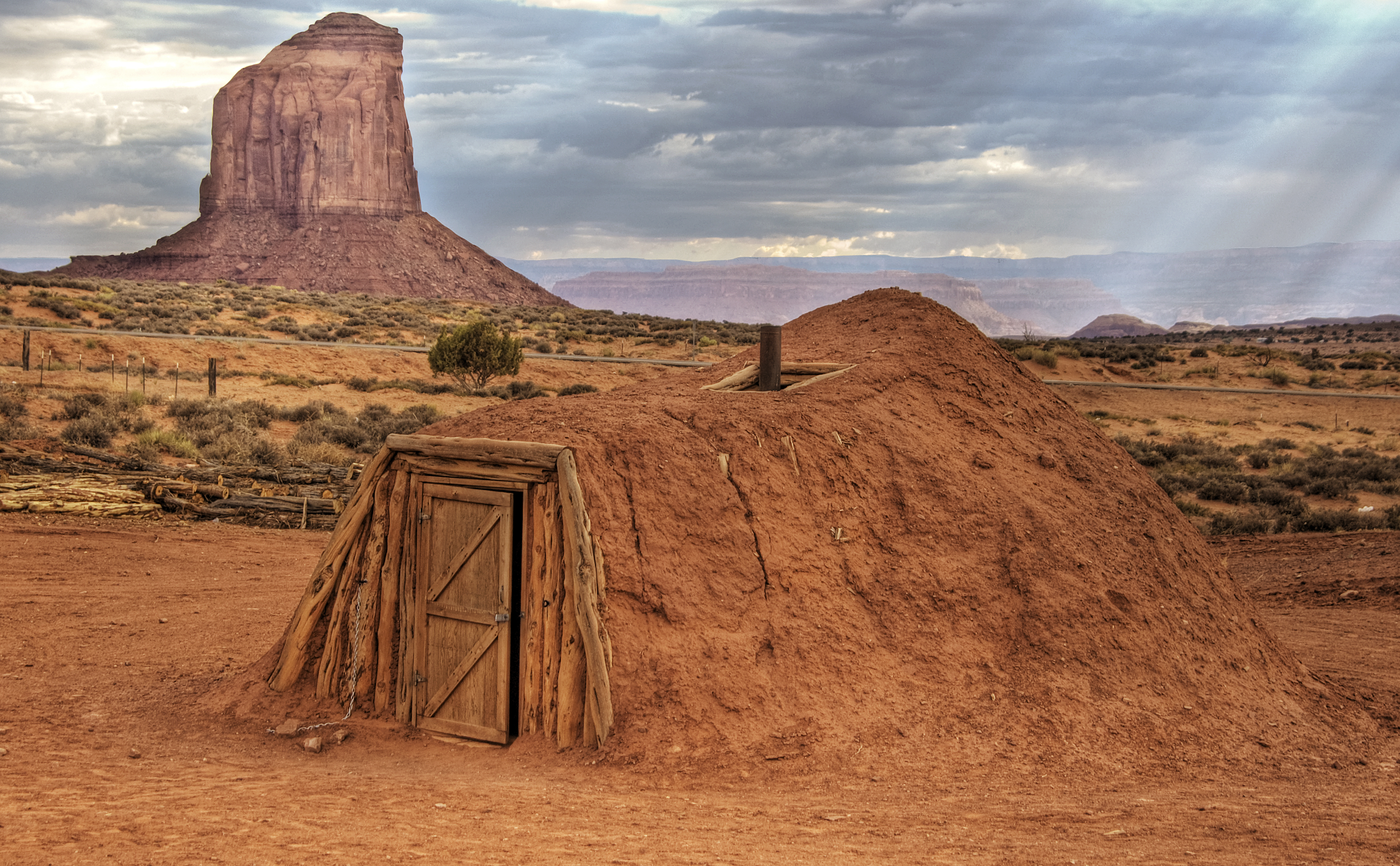
Navajo Hogan im Monument Valley

Der Hogan (Navajo hooghan, [hoːɣan]; deutsch „Heim“, „Zuhause“) ist das traditionelle Wohnhaus der Diné.

## Aufbau
Die ursprüngliche Form war ein kuppelförmiger Rundbau. Das Gerüst bildeten aufrecht in den Boden gesetzte Baumstämme, die mit Lehm oder Erde gedeckt wurden. Es kam überwiegend das Holz der Pinyon-Kiefern (Pinus edulis) zum Einsatz, einer bis 10 m hoch werdenden Kiefernart der Halbwüsten. Traditionelle Hogans besaßen keine Fenster an den Seiten, sondern nur ein oder zwei recht kleine Dachfenster, die eigentlich auch nur zum Lüften und als Rauchabzug dienten. Die Feuerstelle befand sich in der Mitte des Hogan.
Heute sind die Hogans meist sechs- oder achteckig und haben einen Durchmesser von rund 8 Metern. Der Eingang zeigt immer nach Osten, damit die Bewohner die aufgehende Sonne und damit den neuen Tag begrüßen können. Nach traditioneller Bauweise werden sie noch immer aus Baumstämmen errichtet, die sich an den Ecken überkreuzen. Die Fugen der Seitenwände werden mit Lehm ausgefüllt, das Dach mit einer dicken Erdschicht gedeckt. Mittlerweile werden auch Stein und Zement als Baumaterial verwendet, aber die Grundform und die Ausrichtung nach den Himmelsrichtungen werden immer beibehalten. Früher konnten wohlhabende Familien mehrere, kleinere Hogans besitzen.

## Nutzung
In den Augen der Diné sind Hogans nicht nur Wohnstätte und Familientreffpunkt. Sie sollen auch Raum für zeremonielles Geschehen bieten und sie gelten als „heiliger Ort“, zu dem die höchsten Götter quasi „eingeladen“ werden, um dort zu „wohnen“. Wenn jemand in seinem Hogan auf natürliche Weise verstorben ist, gilt dessen Hogan nun ebenfalls als „heiliger Ort“. Der Verstorbene darf nicht durch den Eingang hinausgebracht werden. Entweder wird dafür auf der Nordseite ein Loch in die Wand gebrochen oder der Verstorbene bleibt im Hogan, der dann zur Grabstätte wird. Dann wird der Eingang verschlossen und es wird niemand ihn jemals wieder betreten.